# Dave Johns
Pour les articles homonymes, voir Johns.
Dave Johns, né en 1955 à Wallsend, est un humoriste de stand-up, écrivain et acteur britannique.

## Biographie
Dave Johns est fils de charpentier et sa mère est femme au foyer[réf. nécessaire]. Dans sa jeunesse il vit de petits boulots dans le bâtiment. 
Dave Johns réside dans la région de New Forest.

## Filmographie partielle

### Au cinéma
- 2016 : Moi, Daniel Blake (I, Daniel Blake) : Daniel Blake
- 2020 : L'esprit s'amuse (Blithe Spirit) d'Edward Hall : Howard
- 2023 : Les Tortues de David Lambert : Thom Halford

### À la télévision
- 1995 : Mud4 (série télévisée) : Trev
- 1997 : The Moth (en) (TV) : Man
- 1997 : Rag Nymph7 (série télévisée) : Man
- 1998 : Harry Hill7 (série télévisée) : God
- 1998 : Colour Blind8 (série télévisée) : Auctioneer
- 2001 : Time Gentlemen Please (série télévisée) : 'Cheesy' Alan Supple
- 2006 : Cattle Drive (série télévisée) : The Burglar
- 2006 : Dogtown (série télévisée) : Norm (épisodes inconnus)
- 2010 : Inspecteur George Gently (série télévisée) : Comedian

## Récompenses et distinctions
- British Independent Film Awards 2016 : Meilleur acteur pour Moi, Daniel Blake